# 佐勒菲卡爾主戰坦克
佐勒菲卡尔是伊朗于上世纪九十年代自行研制的一型主战坦克，1994年首次对外发布研制消息。该坦克由伊朗伊斯兰革命卫士公司负责研发，于1999年投入批量生产。还有Zulfiqar- 2和Zulfiqar-3变型车。

## 概述
两伊战争后，伊朗陆军损失了不少坦克，加之与西方关系產生重大裂痕，在巴列维王朝时代留下的武器多半已经损失。坦克方面，两伊战争后伊朗陆军和革命卫队共装备各型坦克约1400辆，其中英式、美式坦克占总数的30％左右(主要是酋长式战车和M48、M60) ，但这些坦克由于零部件因为西方封锁而不易取得，战斗力已大幅下降。
1990年代初伊朗开始加紧陆军坦克装备的更新，主要途径有外购和自制两个。在外购方面，由于受到西方国家的军事禁运，伊朗只能向俄罗斯、东欧、南非以及巴基斯坦等少数国家购买，但这些卖主多半不稳定。东欧军购伙伴如波兰、斯洛伐克和罗马尼亚均积极爭取加入北约，不大可能军售。原先较积极的南斯拉夫由于内部因素对伊朗的帮助仅限于技术支援，而南非和巴基斯坦的坦克工业刚起步，所生产的产品根本无法满足伊朗的需求，加之伊朗卷入南斯拉夫内战，出于反对共同敌人，伊朗和塞尔维亚、斯洛文尼亚、克罗地亚等国建立了事实上的军事同盟，得益于这种隐性军事同盟，包括SKDIC在内的伊朗军工企业与上述三国的军工企业形成了紧密关联。SDKIC与斯洛文尼亚的丰塔纳公司、克罗地亚杜罗达科维奇公司合作过程中，伊朗在爆炸反应装甲、坦克火控系统、尾翼稳定脱壳穿甲弹等方面获得了相关技术（上述两个公司与以色列军工企业存在合作，均引进了以色列爆炸反应装甲、坦克火控系统、穿甲弹）。利用得到的相关技术，伊朗在1995年推出了T-72Z（萨菲尔-74），但该型坦克是以T-54/55坦克为基础利用得到的技术所改装而来的。因此，伊朗装甲装备的最大供应国仍是俄罗斯。据联合国资料显示，伊朗在1992～2000年间从白俄罗斯（8辆）、波兰（104辆）、俄罗斯（125辆）等国陆续采购了共237辆的T-72。1997年，伊朗与俄罗斯达成协议，从俄国的乌拉尔机械车辆厂引进T-72S坦克的生产线，并将自产的T-72S坦克命名为“希尔登”。通过合作，伊朗的坦克工业大幅成长，经过十余年的积累，伊朗认为独立研制国产坦克的工业基础和技术已经大致成熟。1990年代开始，伊朗开始研制新型主战坦克—佐勒菲卡尔-1型。

## 型号
佐勒菲卡尔-3为目前佐勒菲卡尔主战坦克家族中的最新型号，以下为佐勒菲卡尔系列坦克的3种变形：

### 佐勒菲卡尔-1
2003年9月23日佐勒菲卡尔-1在纪念两伊战争爆发23周年的阅兵式上首次亮相。但西方媒体讥讽其为：（M48+T-72+酋长）÷3=佐勒菲卡尔。确实，佐勒菲卡尔-1仿制甚至有可能是直接使用了上述坦克的相关零件和技术所成。佐勒菲卡尔-1长6.88米，宽3.63米，高约2.5米，战斗全重约40吨，底盘由M48坦克底盘改进而咙，采用6对中直径铝制双缘负重轮（尺寸、托带轮数量和布置位置也和M48坦克相同，更进一步证明佐勒菲卡尔-1的底盘是由M48底盘改进而来）。佐勒菲卡尔-1型采用焊接式炮塔，炮塔前部装甲采用了类似于M1坦克的带小角度倾角装甲，据悉，量产型采用了简单结构的间隙复合装甲，防护能力大约等于T-72S。
炮塔使用俄制2A46M型滑膛炮，与2A46型相比，2A46M型的有效射程和设计精度均有所提高，可发射射程达5000米的“芦笛”炮射反坦克导弹。次要武器为1挺7.62毫米机枪和1挺12.7毫米机枪，可用于对付空中和近距离目标。伊朗当局未公布佐勒菲卡尔-1使用何种火控系统但以伊朗公布坦克照片和伊朗坦克工业水平來看，主流观点认为是综合了酋长式战车和T-72坦克的设备，安装了模拟式弹道计算机、火炮双向稳定系统和激光测距仪，但应不具备动对动射击能力，安装了主动红外探照灯具有限的夜战能力，在复杂环境下的夜战能力极其有限。

### 佐勒菲卡尔-2
佐勒菲卡尔-2是一个临时的主战坦克原型，用作试验台。这种型号配备了一个新的更强大的发动机。它有一个扩展的底盘，并可能使用了一个经过改进的自动装填系统。

### 佐勒菲卡尔-3
采用传统的坦克总体布置方案，驾驶室在前，战斗室居中，动力室在后。战斗全重42吨，车长（炮向前）为10.2米，车宽为3.63米，车高（至炮塔顶部）为2.45米。由于有自动装弹机，所以乘员仅3人。此外，佐勒菲卡尔-3装有较先进的火控系统，对移动目标的反应时间不超过6秒，对2500公尺外移动目标的命中率为70%（首发）。车长周视瞄准镜的方向视界为360度，高低视界为-20度～+20度。佐勒菲卡尔-3安装有西方化的热成像仪，夜战能力较先前的佐勒菲卡尔-1大幅提高，可于黑夜中用主炮命中3000公尺外仅有汽油桶大小的目标。

## 图集

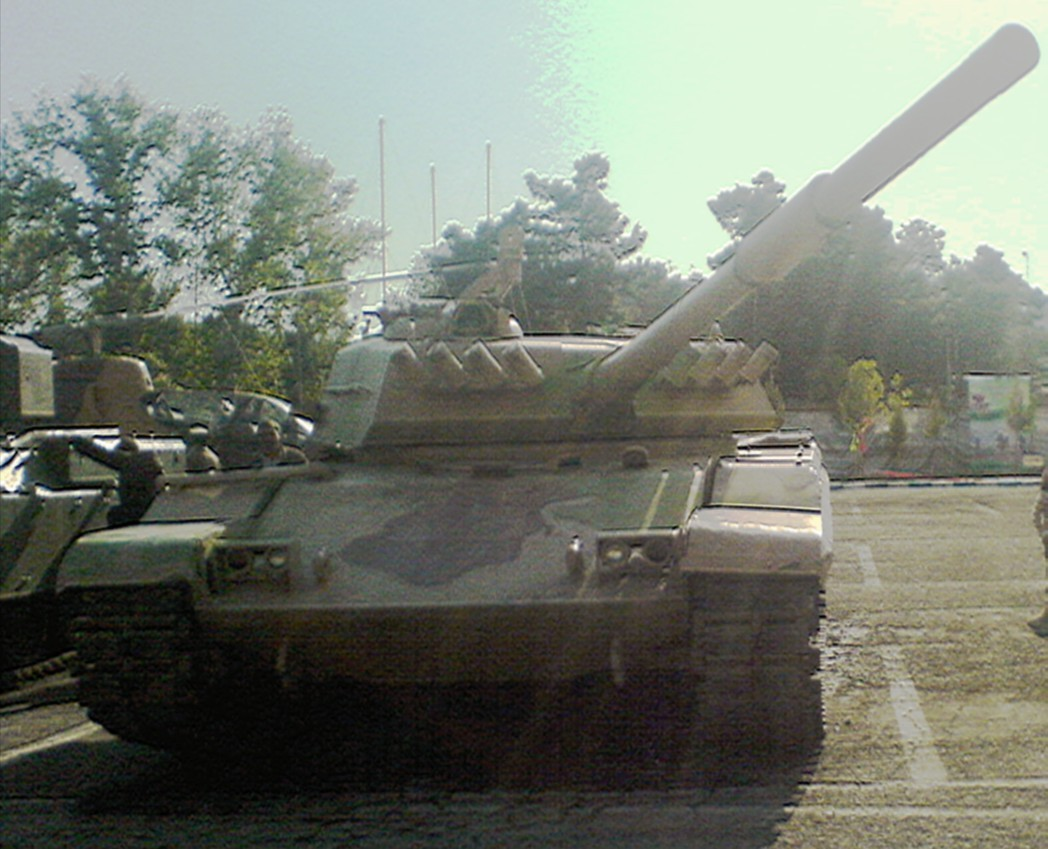
Zulfiqar 1
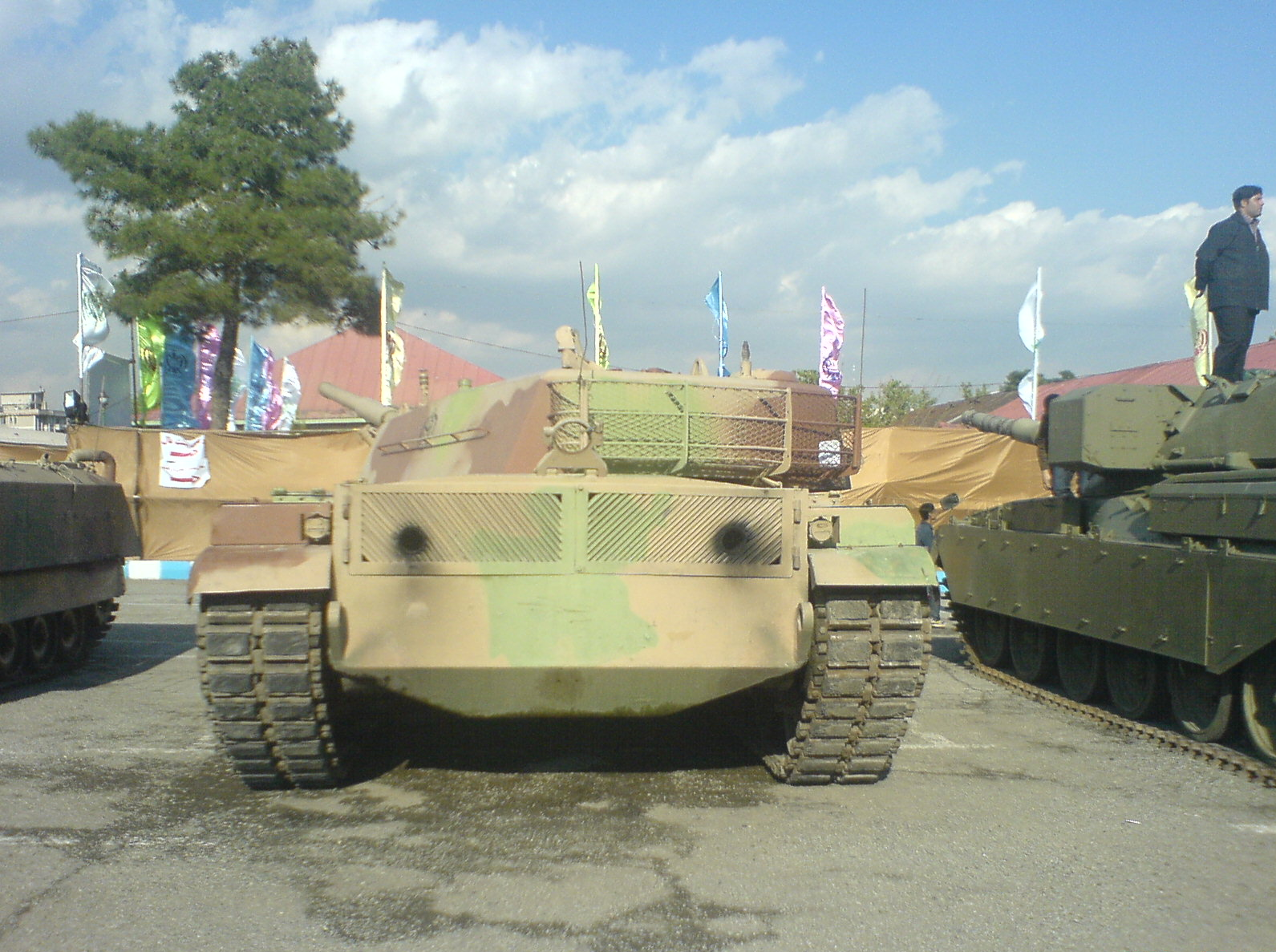
Zulfiqar 1
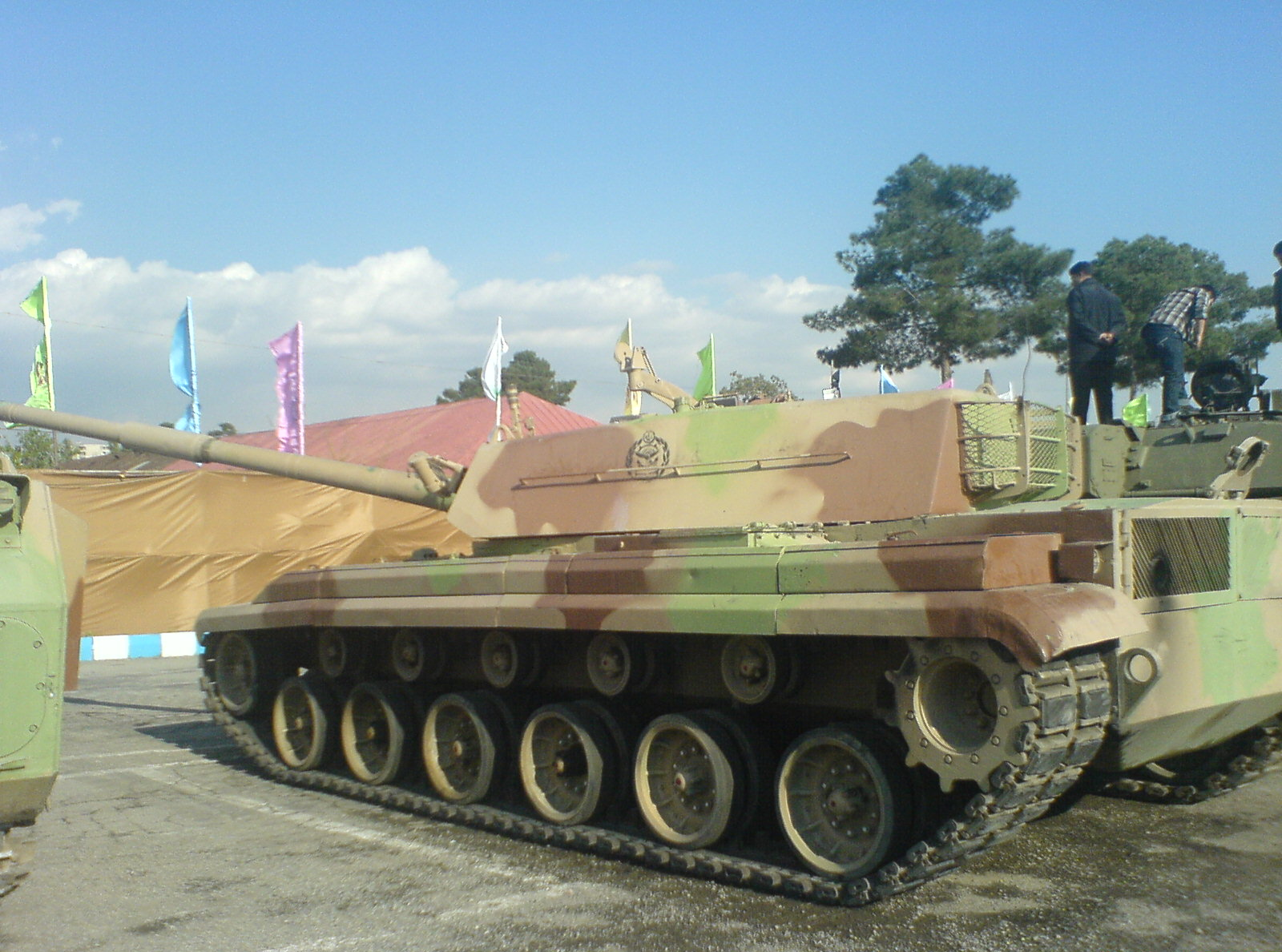
Zulfiqar 1
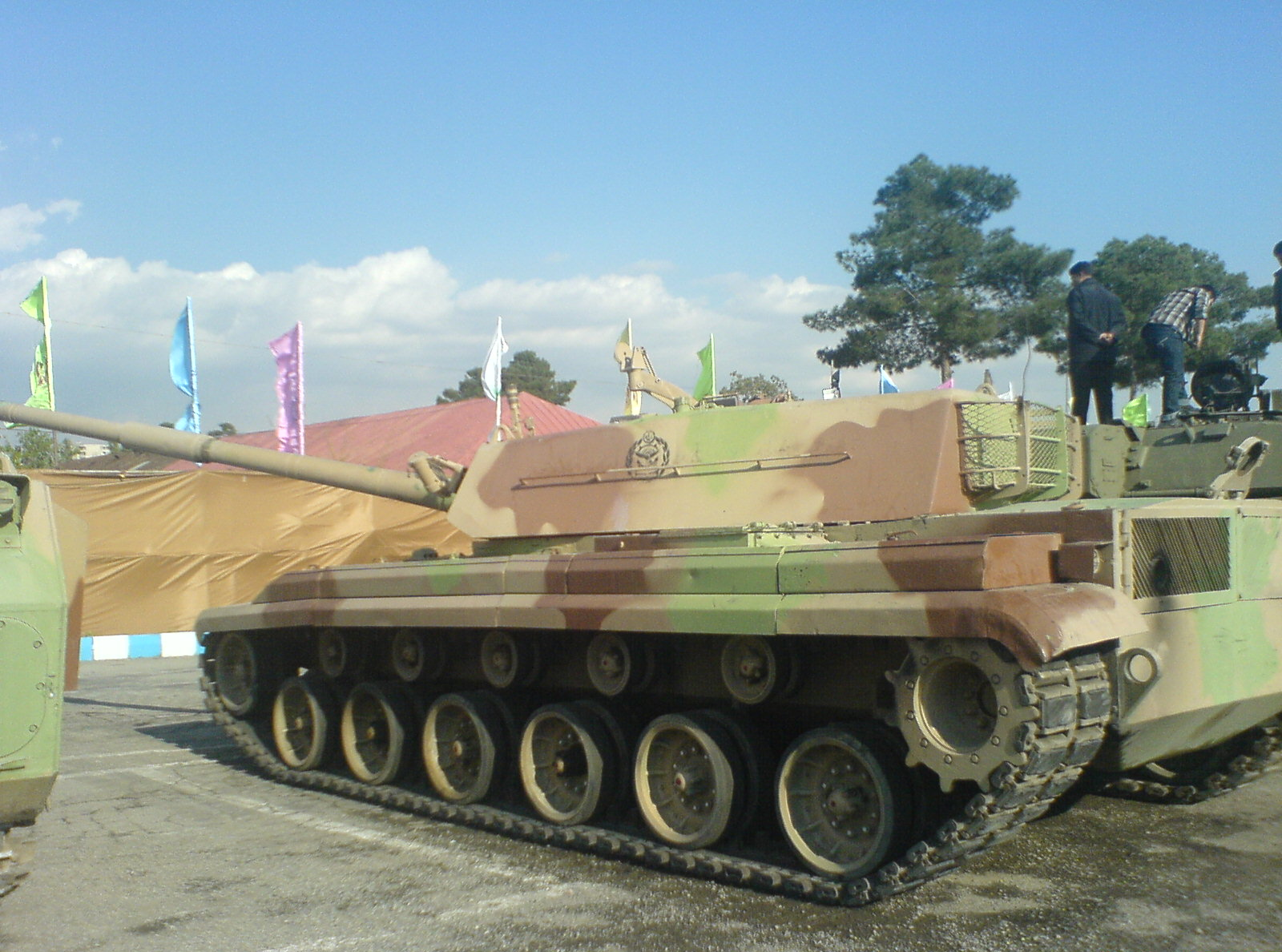
後部

## 外部連結
- militaryphotos.net （页面存档备份，存于）
- Zulfiqar or Zolfaqar 3 main battle tank
- Description of the different versions （页面存档备份，存于） （法文）
- ACIG.org （页面存档备份，存于）: Photos of the Zulfiqar 3 at a 2003 parade in Tehran
- : Photos of the Zulfiqar 3 at the 2011 Army Day parade